# Saint-Vérand (Rhône)
Saint-Vérand ist eine französische Gemeinde mit 1.147 Einwohnern (Stand: 1. Januar 2022) im  Département Rhône in der Region Auvergne-Rhône-Alpes. Sie gehört zum Arrondissement Villefranche-sur-Saône, zum Kanton Val d’Oingt und ist Mitglied im Gemeindeverband Beaujolais Pierres Dorées. Die Einwohner werden Véranais genannt.

## Geographie
Saint-Vérand liegt rund 29 Kilometer nordwestlich von Lyon und etwa 16 Kilometer südsüdwestlich von Villefranche-sur-Saône im Weinbaugebiet Bourgogne.

### Nachbargemeinden
Umgeben wird Saint-Vérand von den Nachbargemeinden Ternand im Norden, Saint-Laurent-d’Oingt im Nordosten, Le Bois-d’Oingt im Osten, Légny im Südosten, Sarcey im Süden und Südosten, Vindry-sur-Turdine mit Saint-Loup und Dareizé im Süden und Südwesten, Saint-Clément-sur-Valsonne im Westen sowie Dième im Nordwesten.

## Bevölkerungsentwicklung
| Jahr                       | 1962 | 1968 | 1975 | 1982 | 1990 | 1999 | 2006 | 2012 |
| Einwohner                  | 647  | 610  | 636  | 713  | 760  | 993  | 1082 | 1113 |
| Quellen: Cassini und INSEE |      |      |      |      |      |      |      |      |

## Sehenswürdigkeiten

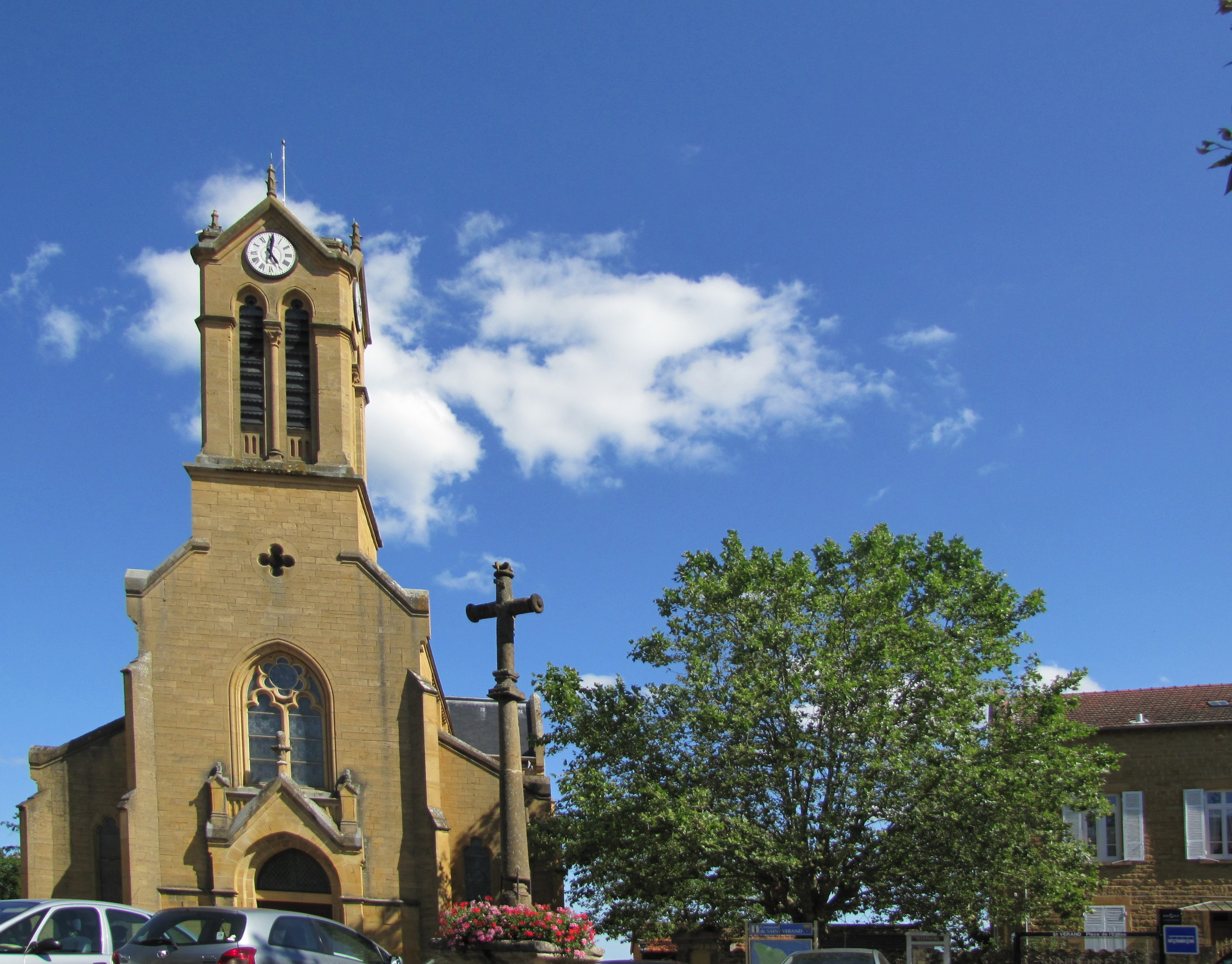
Kirche Saint-Vérand
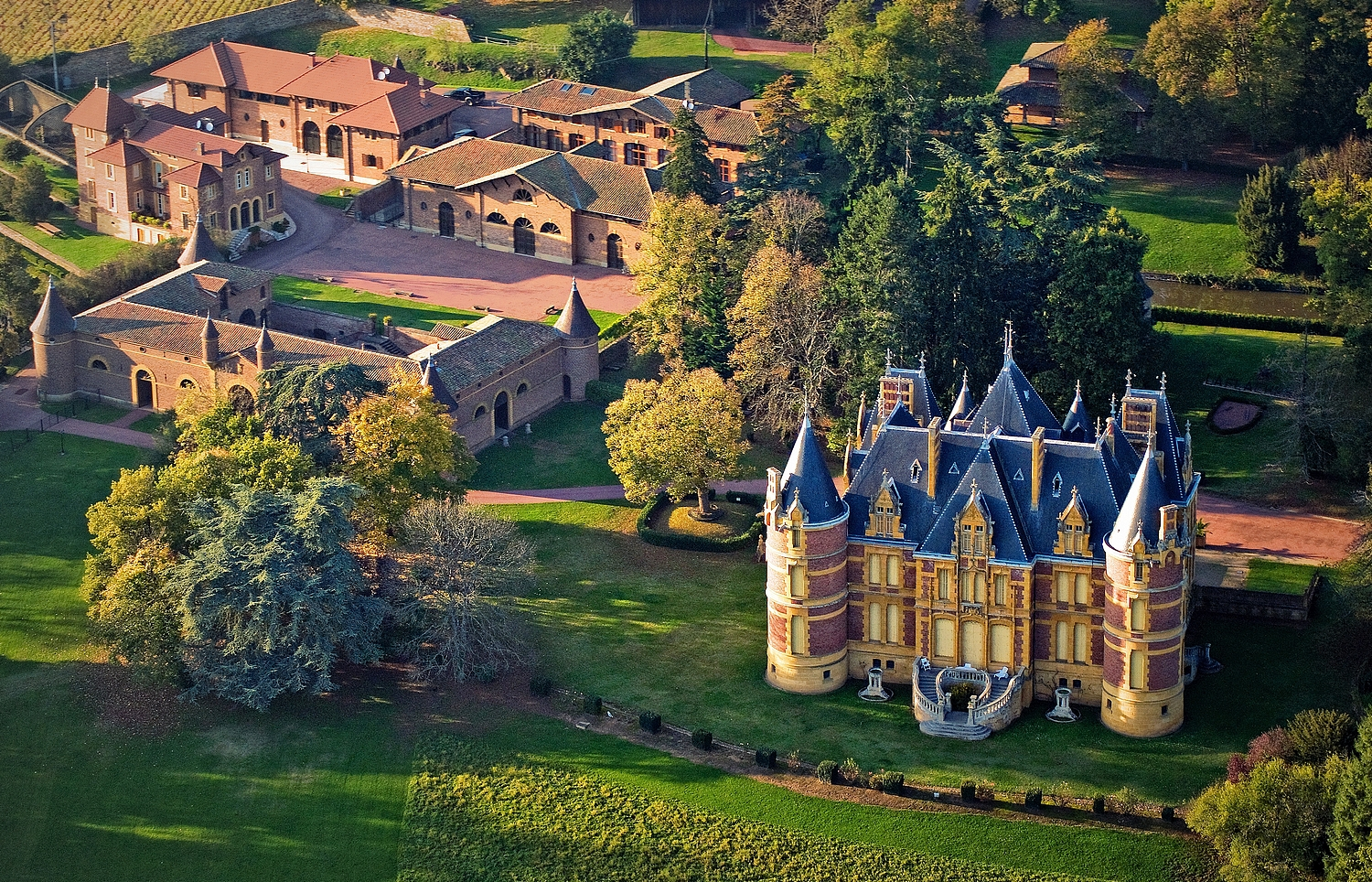
Schloss La Flachère
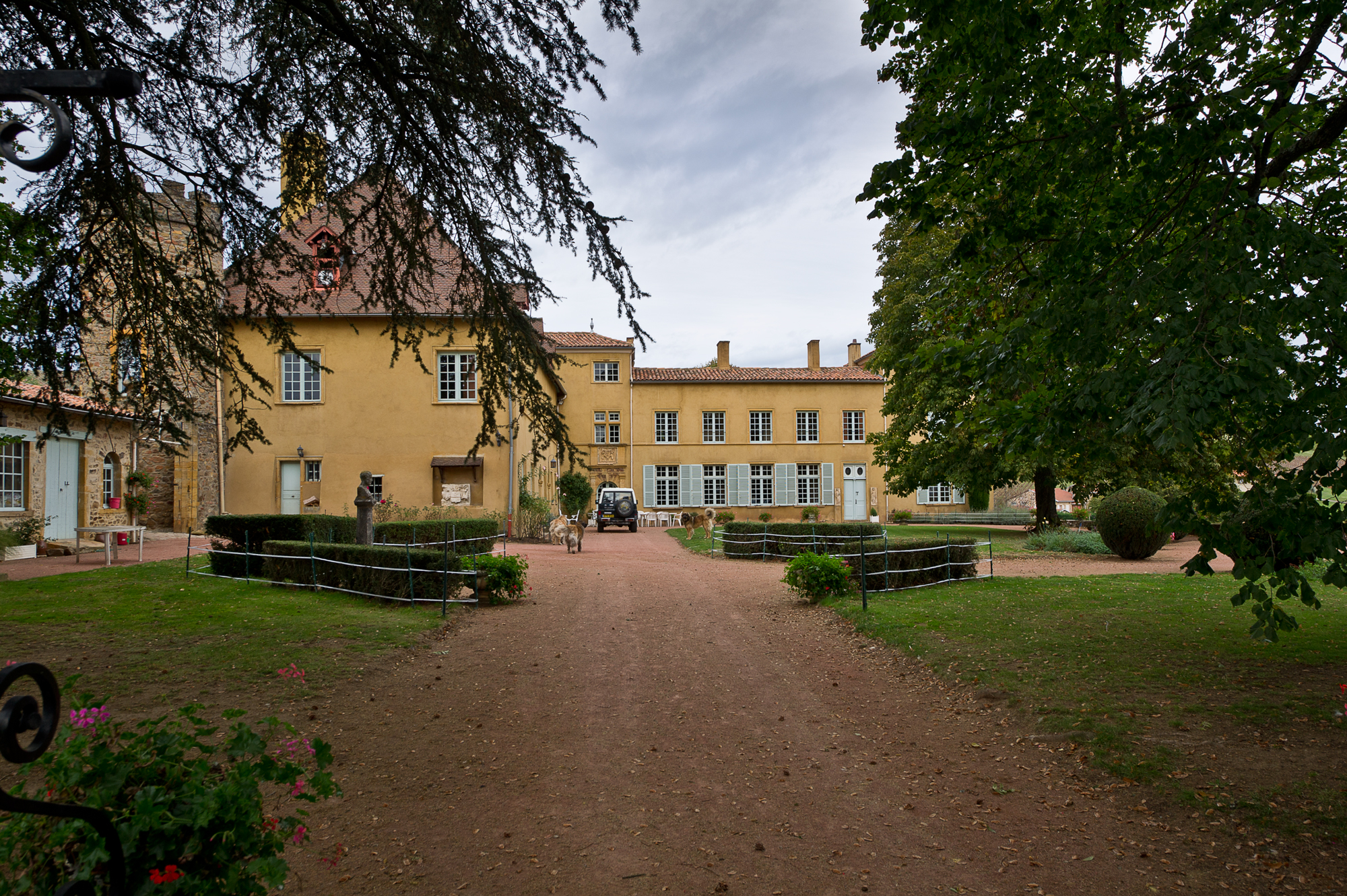
Schloss La Garde

- Kirche Saint-Vérand
- Schloss La Flachère
- Schloss La Garde